# Hipótesis de Sapir-Whorf
La hipótesis de Sapir-Whorf es una suposición del campo de la lingüística. Fue derivada, de manera póstuma, de los escritos de Benjamin Whorf, quien atribuyó la idea a su profesor Edward Sapir. La expresión "hipótesis Sapir-Whorf" se debe a Harry Hoijer (1954). En el contexto de averiguar hasta qué punto un determinado idioma, con sus estructuras gramaticales y su léxico, determina la visión del mundo que tiene la correspondiente comunidad lingüística, esta hipótesis se puede formular diciendo que la lengua da forma al pensamiento. Muchos expertos en el tema identifican este concepto  con el llamado relativismo lingüístico.
Se puede distinguir entre una versión fuerte y una versión laxa de la hipótesis. 
- Hipótesis whorfiana fuerte: La lengua determina el pensamiento y las categorías lingüísticas limitan y determinan las categorías cognitivas. Esta postura se conoce como determinismo lingüístico.
- Hipótesis whorfiana laxa: Las categorías lingüísticas tan solo influyen en el pensamiento y las decisiones.

La versión fuerte es la que mantuvieron algunos de los primeros lingüistas de antes de la Segunda Guerra Mundial, mientras que la versión débil es la que tienden a defender  los lingüistas contemporáneos.

## Orígenes y crítica de la denominación
Los primeros en expresar la idea con claridad fueron los pensadores del siglo XIX, entre ellos Wilhelm von Humboldt, quienes veían la lengua como expresión del espíritu de una nación. En los escritos del matemático y lógico Gottlob Frege o del filósofo austríaco Ludwig Wittgenstein también aparecen conceptos que apuntan en el mismo sentido. En rigor, Sapir escribió más en contra que a favor del determinismo lingüístico. Su discípulo Benjamin Lee Whorf llegó a ser considerado el principal defensor de la idea debido a que publicó sus observaciones sobre la forma en que, en su opinión, las diferencias lingüísticas influían en la cognición y el comportamiento humano. 
Fue otro de los discípulos de Whorf, Harry Hoijer, quien acuñó la expresión, aunque aquellos a los que se les atribuía el concepto jamás plantearon ninguna hipótesis tal y ni siquiera tienen ninguna publicación firmada conjuntamente. De ahí que la expresión "hipótesis Sapir-Whorf" se considere un nombre poco afortunado. Además, es discutible si Whorf realmente entendía la hipótesis como tal (es decir, como un punto de partida para sus investigaciones, en el curso de las cuales se decidiría la  validez de esta) o más bien como axioma. La distinción entre versión débil y fuerte es también un invento posterior; Sapir y Whorf  nunca plantearon una dicotomía de ese tipo. En cualquier caso, la bibliografía actual  se ocupa en su mayoría de la hipótesis derivada, dejando de lado los elementos axiomáticos que pudieran subyacer.

## Nuevo examen de la idea
Aunque a principios de los años 90 la relatividad lingüística se había dado por muerta,  posteriormente una escuela de lingüistas especializados en el tema  examinó qué efectos tiene sobre la cognición el que haya diferencias en la categorización lingüística, y en contextos experimentales han visto que la versión no determinista de la hipótesis sale muy favorecida por los resultados.
La hipótesis está basada en tres ideas principales:
- Las lenguas muestran grandes diferencias con respecto al significado de las palabras y la sintaxis, un supuesto confirmado por todo tipo de estudios.
- En segundo lugar, la semántica puede afectar al modo en que los hablantes perciben y conceptualizan el mundo
- Por último, como la lengua afecta al pensamiento, los hablantes de distintos idiomas piensan distinto.

Whorf tomó las teorías de su maestro para desarrollarlas a lo largo de la década de 1940. En su versión fuerte, la hipótesis Sapir-Whorf puede considerarse una forma de determinismo lingüístico, aunque el interés de los psicólogos por la influencia del lenguaje en el pensamiento es anterior a la formulación de la hipótesis de Sapir-Whorf como tal. Julia Penn, en su libro Linguistic Relativity versus Innate Ideas, The Origins of the Sapir-Whorf Hypothesis in German Thought, remonta los cimientos teóricos de esta hipótesis al trabajo del pensador pietista alemán Johann Georg Hamann (1730-1788), elaborando luego una línea evolutiva para esta corriente interpretativa del lenguaje que incluiría a Johann Gottfried Herder (1744-1803), Wilhelm von Humboldt (1767-1835) y Jan Baudouin de Courtenay (1845-1929), mientras que Franz Boas (1858-1942) y Edward Sapir (1884-1935) se apartarían en una rama diferente del árbol evolutivo de la corriente. En el esquema de Penn, Benjamin Lee Whorf (1897-1941) tomaría elementos de estos pensadores, especialmente de Sapir, para elaborar la hipótesis tratada en este artículo.
Una hipótesis muy revisada de la versión «débil» de la hipótesis whorfiana es conocida como la hipótesis Whorf-Korzybski. Julia Penn considera esta hipótesis altamente probable y la define de la siguiente forma:

La manera en que los individuos denominan o describen situaciones influye en la manera en que se comportan ante esas situaciones.

Penn se apoya, para contemplar esta hipótesis como posible, en los experimentos realizados por John B. Carrol y Joseph H. Casagrande con hablantes de hopi y navajo. 
La posición de que la estructura y categorías de la propia lengua materna condiciona el pensamiento fue argumentada convincentemente por Bhartrihari (siglo VI d. C.) y fue tema de siglos de debate en la tradición lingüística de la India. Nociones relacionadas en Occidente, como el principio de que el lenguaje tiene efectos de control en el pensamiento, pueden ser identificados en el ensayo de Wilhelm von Humboldt Über das vergleichende Sprachstudium (Sobre el estudio comparativo de las lenguas), y la noción ha sido asimilada de manera importante en el pensamiento occidental. Karl Kerenyi empezó su traducción de Dionysus al inglés en 1976 con este pasaje:

La interdependencia del pensamiento y el discurso deja claro que los lenguajes no son tanto medios para expresar una verdad que ya ha quedado establecida sino medios de descubrimiento de una verdad previamente desconocida. Su diversidad es una diversidad no de sonidos y signos sino de formas de ver el mundo.

El origen de la hipótesis de Sapir-Whorf como un análisis más riguroso de esta percepción cultural familiar puede ser remontada al trabajo de Franz Boas, el fundador de la antropología en Estados Unidos. Boas fue educado en Alemania a finales del siglo XIX durante la época en la que científicos como Ernst Mach y Ludwig Boltzmann estaban tratando de entender la fisiología de la sensación.
En EE. UU., Boas encontró lenguas amerindias de diferentes familias lingüísticas, todas distintas a las lenguas semíticas e indoeuropeas estudiadas por la gran mayoría de académicos europeos. Boas se dio cuenta de lo grandes que pueden ser las diferencias entre las categorías gramaticales y formas de vida de un lugar a otro. Como resultado, Boas llegó a la conclusión de que la cultura y las formas de vida de un pueblo estaban reflejadas en el lenguaje hablado por este.
Edward Sapir fue uno de los estudiantes más notables de Boas, y profundizó su argumento notando que los lenguajes eran sistemas formal y sistemáticamente completos. Así que no se trataba de que alguna palabra en particular expresara una forma de pensar o comportarse, sino de que la naturaleza sistemática y coherente del lenguaje interactuaba en un nivel más amplio con el pensamiento y el comportamiento. Aunque sus ideas cambiaron con el paso del tiempo, pareciera que hacia el final de su vida Sapir llegó a creer que el lenguaje no era un mero reflejo de la cultura, sino que el lenguaje y el pensamiento podían de hecho tener una relación de mutua influencia e inclusive de determinación. Whorf le dio todavía más precisión a esta idea al examinar los mecanismos gramaticales particulares mediante los cuales el pensamiento influía en el lenguaje.
Sapir afirmó: 

Cuando se trata de la forma lingüística, Platón camina junto con el porquero macedónico; Confucio, con los salvajes cazadores de cabezas de Assam. En Language: An Introduction to the Study of Speech (1921. Capítulo X).

Esta expresión, que en el fondo manifiesta un prejuicio, indica que la forma de hablar de los porqueros macedónicos no era inferior a la forma de hablar de Platón, y que Confucio no tenía una capacidad sintáctica superior a la de los cazadores de cabezas de Assam. La crítica a esta hipótesis se estructurará sobre el argumento de que la forma lingüística de todos los seres humanos es equivalente.

## Evidencia empírica
Existen hechos que parecen difícilmente compatibles con la hipótesis de Sapir-Whorf fuerte. Por otro lado, sí se ha podido comprobar que los bebés, chimpancés e incluso las palomas son capaces de categorizar y agrupar categorías de objetos en conceptos, a pesar de carecer de lenguaje humano.
Sin embargo, la cuestión parece diferente cuando consideramos la hipótesis de Sapir-Whorf débil'. Desde hace tiempo se sabe que la memoria y la percepción psicológica se ven afectadas o influidas por la disponibilidad de las palabras y de las expresiones apropiadas, por ejemplo, sustantivos de colores. Ciertos experimentos han mostrado que las memorias visuales de las personas tienden a distorsionarse con el tiempo, de modo que los recuerdos visuales terminan pareciéndose cada vez más a las categorías lingüísticas comúnmente usadas por dichas personas.
Estos experimentos parecen confirmar parcialmente la hipótesis de Sapir-Whorf, pero no proveen suficiente evidencia en favor de la formulación fuerte de la misma. Parece razonable aceptar que el lenguaje que uno habla tiene influencia sobre la memoria y la manera en como se codifican en ella algunas cosas, tal como se ha dicho, pero es dudoso que el lenguaje sea en realidad el que provee todos los patrones de pensamiento del individuo (ciertos experimentos muestran la existencia de pensamiento no verbal).
Varios experimentos recientes parecen confirmar la plausibilidad de una versión débil de la relatividad lingüística. Este es el caso de, por ejemplo, John Lucy, que ha conducido estudios comparativos con hablantes nativos de inglés y de maya yucateco, en los que mostró que los que tenían el inglés como lengua materna tendían a seleccionar los objetos por su forma geométrica, mientras que los hablantes de yucateco solían preferir el material de que estaban hechos. Así, por ejemplo, si se les pedía que eligieran un objeto parecido a una caja de cartón, los hablantes de inglés seleccionarían cajas, aunque fueran de plástico, mientras que los de yucateco elegían objetos de cartón aunque no tuvieran forma de caja. Lucy atribuyó esta diferencia en la conceptualización de objetos a la presencia, en yucateco, de unos clasificadores que deben acompañar el sustantivo siempre que éste se presente detrás de un numeral; estos clasificadores son los que indican lingüísticamente la forma de los objetos, por lo que para los hablantes de yucateco el aspecto más importante de los sustantivos no sería la forma, sino más bien la materia.
Dan Slobin también ha llevado a cabo varios experimentos en los que estudia los efectos de la gramática a la hora de conceptualizar; en concreto, defendió que dos lenguas diferentes pueden dar lugar a dos narrativas inconmensurables de un mismo evento. Su estudio versó sobre la forma en que hablantes nativos de inglés, turco y español, divididos por rangos de edad, narraban una misma sucesión de imágenes. De acuerdo con sus conclusiones, había una correlación entre la lengua hablada y aquellos aspectos de la escena que los participantes narraban; así, por ejemplo, los hablantes nativos de español tendían a destacar más el tiempo en que la acción transcurría, los hablantes de inglés solían destacar en qué dirección espacial se orientaba lo que sucedía, mientras que los hablantes de turco destacaban qué protagonistas de la escena habían contemplado lo que ocurría. Como conclusión, Slobin ha postulado la existencia de una serie de categorías mentales que son adquiridas a través del lenguaje y que son utilizadas únicamente para la expresión lingüística; se trataría, pues, de una versión de la relatividad lingüística limitada a contextos puramente lingüísticos.
Alfred Bloom también ha trabajado en el tema de las diversas narrativas, trabajando sobre el chino mandarín. Bloom condujo un experimento donde mostró a unos hablantes nativos de inglés un texto que contenía construcciones en subjuntivo, mientras mostraba a unos hablantes nativos de chino una traducción literal del mismo a su lengua, en la que esta construcción gramatical es inexistente. El resultado fue que, cuando se preguntó a los participantes si los acontecimientos narrados en el texto habían o no sucedido, los hablantes de chino fallaron en un porcentaje mucho mayor que los de inglés; la conclusión era, pues, que resulta imposible traducir literalmente de una lengua a otra, y esto debe ser debido a que cada una de ellas conceptualiza la realidad de una manera diferente.
La psicóloga y cognitivista, Lera Boroditsky también ha trabajado en estudios comparativos entre el inglés y el chino mandarín, y ha mostrado que los hablantes de cada una de estas concibe el tiempo de una manera distinta: mientras que el inglés asocia el transcurso del tiempo con un movimiento horizontal, el chino lo asocia a uno vertical. Ahora bien, esta autora también ha defendido la posibilidad de que los hablantes de una lengua aprendan a conceptualizar del mismo modo que los de la otra sin necesidad de aprender la otra lengua, así que aboga por una versión débil - no determinista - de la relatividad lingüística.
En otro exprimento detallado por John Lyons, se mostró, por ejemplo, que los hablantes monolingües de zuñi, una lengua amerindia hablada en Nuevo México, cuyo vocabulario no diferencia entre «naranja» y «amarillo», experimentaban mayor dificultad que los zuñi que también sabían inglés o los que solo hablaban inglés a la hora de reconocer después de cierto tiempo objetos de un color fácilmente codificable y expresable en inglés, pero no en lengua zuñi o zuni. En el experimento se mostraba un objeto, que para unos individuos era de color amarillo y para otros anaranjado, aunque la forma general del objeto era siempre la misma. Al cabo de cierto tiempo se le mostraba dos objetos iguales, uno amarillo y otro anaranjado, entre los cuales estaba el que el sujeto había visto anteriormente, y se le pedía que identificara el que se le había mostrado la otra vez. Se ha mostrado, además, que no es que los hablantes de zuñi fueran incapaces de percibir la diferencia entre un amarillo y un objeto anaranjado, si se les pedía que los compararan cuando los tenían presentes, sino un efecto de memoria al cabo del tiempo para recordar la tonalidad.

## Críticas
Hoy en día esta hipótesis está desacreditada en su forma fuerte. Los ejemplos en los que se basaron Sapir y Whorf son irreales. Por ejemplo, ellos decían que los amerindios zuñi no tenían vocablo diferente para el «amarillo» y el «naranja» y que eso tendría que condicionar su modo de pensar. La verdad es que no tienen esos vocablos, pero diferencian perfectamente lo amarillo de lo naranja. Lo que ocurre es que en su modo de vida la diferencia es irrelevante, aunque como explica Lyons, sus hábitos de memoria sí parecen afectados por la existencia de la distinción léxica.
En relación con los experimentos con colores ha habido una larga polémica que comenzó con el universalismo sobre los términos de color que comportaban los resultados de los experimentos llevados a cabo por Berlin y Kay. Estos experimentos confirman la existencia de universales lingüísticos en cuanto a los términos para nombrar los colores básicos. Así pues, la fisiología y la percepción, de carácter universal, jugarían un papel determinante a la hora de establecer la semántica de una lengua. Sin embargo, ese tipo de trabajos han suscitado otro gran debate sobre la cuestión del relativismo lingüístico, conocido como el debate sobre la denominación de los colores.
Una posible prueba del error de Sapir-Whorf sería el hecho de que los traductores son capaces de traducir lo que se dice en una lengua a otra. No se podría hablar por lo tanto de que el lenguaje determinase la forma en que pensamos, sería más exacto y correcto decir que nunca influye en el pensamiento.
Los experimentos de Bloom sobre el subjuntivo han sido cuestionados por Au, quien dirigió una serie de experimentos similares a los conducidos por Bloom; según mostró, el problema de los experimentos de este último fue el hecho de que la traducción al chino que había realizado resultaba confusa por ser demasiado literal, y una vez la traducción fue adaptada a un chino más común, las diferencias que había entre los hablantes de ambas lenguas desaparecieron. Otra respuesta crítica aparece en 1985 en la revista "Cogniton".
Las principales críticas a la hipótesis del relativismo lingüístico serían, por tanto:
1. El «innatismo» de Noam Chomsky, que argumenta la existencia de un lenguaje-L que es igual para todos los miembros de la especie humana, interiorizado e innato, que constituye la facultad lingüística.
2. El «universalismo semántico» de Anna Wierzbicka, que sostiene la existencia de un sistema semántico universal, al cual se pueden traducir los de cada una de las lenguas naturales.

Steven Pinker también ha atacado con fuerza la hipótesis de la relatividad lingüística, defendiendo la universalidad del mentalés o lenguaje del pensamiento. Según defiende, el pensamiento funcionaría de manera análoga a una máquina de Turing, y por tanto resulta absurdo considerar que este esté condicionado por una lengua particular —como tampoco podría estarlo la fisiología—, por lo que el lenguaje no podría influir nunca en el pensamiento.
Otra crítica que se realiza a esta teoría es la visión nacionalista, o incluso racista, que podría acarrear, ya que, al distinguir el funcionamiento de la mente humana en función de la lengua del hablante, se estaría sosteniendo que los individuos tendrían capacidades intelectuales diferentes según su idioma, en caso de hablar una única lengua, por supuesto. Xabier Zabaltza escribe: «La hoy conocida como hipótesis Sapir-Whorf […] ha servido de coartada intelectual a todos los nacionalismos lingüísticos» (Una historia de las lenguas y los nacionalismos. Xabier Zabaltza, 2006). Ahora bien, cabría decir que tanto Sapir como Whorf admitían la unidad psíquica de la humanidad, y que la relación de determinación del lenguaje no era tanto hacia la manera de razonar como hacia la cosmovisión sostenida por los hablantes.